# Мелінишин Сергій Віталійович
Сергі́й Віта́лійович Меліни́шин (нар. 26 травня 1997, Львів, Україна) — український футболіст, центральний захисник галицьких «Карпат».

## Життєпис

### Ранні роки
Вихованець ДЮСШ львівських «Карпат». Із 2010 по 2014 роки провів у чемпіонаті ДЮФЛ 67 матчів, забивши 4 голи.

### Клубна кар'єра
Улітку 2014 року став гравцем луцької «Волині». 20 серпня того ж року дебютував у юнацькій (U-19) команді «хрестоносців» у виїзному поєдинку зі стрийською «Скалою». За молодіжну (U-21) команду дебютував 24 квітня 2015 року у виїзній грі проти полтавської «Ворскли».
24 вересня 2016 року дебютував у Прем'єр-лізі у виїзному матчі проти донецького «Шахтаря», вийшовши у стартовому складі.

## Статистика
Статистичні дані наведено станом на 10 грудня 2016 року
| Клуб     | Ліга         | Сезон   | Чемпіонат | Чемпіонат | Кубок | Кубок | U-21 | U-21 |
| Клуб     | Ліга         | Сезон   | Ігри      | Голи      | Ігри  | Голи  | Ігри | Голи |
| -------- | ------------ | ------- | --------- | --------- | ----- | ----- | ---- | ---- |
| «Волинь» | Прем'єр-ліга | 2014/15 |           |           |       |       | 1    | 0    |
| «Волинь» | Прем'єр-ліга | 2015/16 |           |           |       |       | 10   | 0    |
| «Волинь» | Прем'єр-ліга | 2016/17 | 5         | 0         |       |       | 11   | 2    |